# Río Aguarico
Aguarico ou Rio del Oro est une rivière du nord de l'Équateur et un affluent du Napo, donc un sous-affluent du fleuve Amazone.

## Géographie
C'est la rivière principale de la province de Sucumbíos. La dernière partie de l'Aguarico forme la frontière avec le Pérou.
Tributaire du Napo, où elle se perd après un cours d'environ 390 kilomètres. Le Dictionnaire Bouillet signale au XIXe siècle qu'elle « charrie beaucoup d'or ».